# BU Водолея
BU Водолея (лат. BU Aquarii) — одиночная переменная звезда в созвездии Водолея на расстоянии (вычисленном из значения параллакса) приблизительно 13220 световых лет (около 4054 парсеков) от Солнца. Видимая звёздная величина звезды — от +14,1m до +13m.

## Характеристики
BU Водолея — жёлто-белая пульсирующая переменная звезда типа RR Лиры (RRAB) спектрального класса F. Эффективная температура — около 6066 К.